# Lowave
Lowave, label fondé en 2002 par Marc Horchler et Silke Schmickl, est un éditeur de DVD de films expérimentaux et de vidéos d’artistes.
La société n'ayant pas atteint ses objectifs a été dissoute le 9 octobre 2017 et radiée le 22 mars 2018.

## Historique
Lowave a constitué, depuis sa fondation, un catalogue de DVD regroupant des artistes internationaux, et ceci de la première compilation sur le thème des « Visions urbaines » jusqu’au DVD d’animation française Metronomic, en passant par des productions monographiques réalisées par Pierre-Yves Cruaud, Johanna Vaude, Yuki Kawamura (Japon), Helga Fander (Allemagne), Mounir Fatmi (Maroc) encore HC Gilje (Norvège).
L'ambition de Lowave est de proposer un style d'édition en dehors des circuits préétablis, de créer un nouveau marché capable de rendre visibles des artistes peu connus à ce jour, de s'adapter aux modes de fonctionnement du monde expérimental, et de repenser les relations entre l'œuvre et sa commercialisation. Par ce biais, se développe un mode de diffusion des films dont le rapport au public est modifié : une alternative, en somme, différente mais complémentaire aux offres proposées par les cinémathèques et les galeries. Lowave a coédité avec le Collectif Jeune Cinéma trois DVD de compilations de films présentés à diverses éditions du Festival des cinémas différents et expérimentaux de Paris
Le catalogue Lowave comporte aujourd’hui deux cent cinquante artistes dont les œuvres se déploient en trois catégories : les compilations, les monographies et les documentaires. Lowave propose, au sein de sa démarche, des DVD de compilation tels que Résistance(s),, série consacrée au cinéma expérimental et politique du Maghreb et du Moyen-Orient, City2City un voyage cinématographique urbain à travers le monde, Re:Frame consacré à la mémoire post-coloniale indienne par le médium filmique ou encore In/Flux qui rassemble des titres expérimentaux africains. Avec les compilations se dessinent la volonté de cartographier les tensions sous-jacentes de diverses cinématographies, de mettre en contact plusieurs œuvres afin de tisser une trame esthétique discursive et significative de l'avant-garde comprise dans une dialectique entre engagement et réflexion sur le médium.
D'autre part, Lowave offre la possibilité à quelques cinéastes de publier des monographies. Par exemple ont déjà été édités Nos Stars, de  Maurice Lemaître, artiste phare du mouvement lettriste ou encore Fragil(e) d'Helga Fanderl. La monographie permet de proposer dans un certain format une œuvre ou une partie de celle-ci, puisque chaque DVD tend à être accompagné de diverses archives (entretiens d'artistes, notes et esquisses), il s'agit alors de restituer l'œuvre dans sa cohérence, la structure enrichie, voulue par l'artiste telle quelle, permettant d'en révéler l'ossature.
Outre son activité d’éditeur, Lowave agit aussi comme plate-forme curatoriale et programmateur pour des salles de cinéma, des galeries, des musées et des festivals internationaux en partenariat avec des institutions telles le Centre Pompidou, Kunst im Tunnel, le Cube, la Cinémathèque française et des centres d’arts et culturels du monde entier. La forme de la compilation se prête d'ores et déjà à un désir de programmation, puisqu'il s'agit de mettre en présence une hétérogénéité formelle et discursive, de la concentrer en un lieu. Lowave programme, commissionne des expositions, étendant son champ d'action, et a pu définir au fur et à mesure ses champs d'intérêts. C'est au travers de ses programmations et de ses expositions ainsi que par la conception d’expositions pluridisciplinaires, que Lowave parachève la diffusion des films, et exprime les désirs qui sous-tendent l'activité éditoriale: regrouper des œuvres, donner du sens par leurs mises en contact, offrir une place d'honneur à chaque œuvre et lui conférer un espace de réflexion propre.
Depuis 2007, Lowave a également produit plusieurs films avec Taysir Batniji, Hélène Agofroy, Pauline M'barek. Cette nouvelle activité de production se concentre sur des projets très spécifiques et prolonge la ligne éditoriale. Loewe a édité de nombreux artistes asiatiques ou du Moyen-Orient.
Au fil des années Lowave est devenu une plateforme qui tente d’encourager le dialogue international entre les milieux d’art contemporain et cinématographique, entre cinéastes et musiciens, afin de proposer un autre regard sur le monde actuel, à travers des créations artistiques en marge des circuits commerciaux bien établis. Sa démarche constitue alors une concentration de propositions qui se combinent et se redirigent au fur et à mesure des préoccupations des avant-gardes.

## Aujourd'hui

### ProjetHuman Frames
C'est un voyage filmique traversant dix sentiments et deux continents.
Le projet d'exposition Human Frames est consacré à l'être humain, la condition humaine et les différents états d’âme qui accompagnent l’homme dans son voyage à travers la vie. Sous forme de dix programmes thématiques regroupant des œuvres d’artistes et de cinéastes contemporains originaires d’Europe et d’Asie, l'exposition se concentre sur les thèmes du bonheur, du désir, de la folie, du fanatisme, de la peur, de la colère, de l’isolement et de la mélancolie, réexaminant et illuminant l'existence humaine au début du XXIe siècle, et inclut les concepts orientaux de mono no aware (« l’empathie pour les choses ») et de l’impermanence.
Human Frames a été exposé pour la première fois au Kunst-Im-Tunnel à Düsseldorf du 11 juin au 24 juillet 2011, regroupant 77 films et vidéos d'artistes de la collection. La soirée d'ouverture, en présence de curateurs et d'artistes, a offert une performance exclusive des musiciens Black To Comm improvisant un accompagnement au film Earth de Ho Tzu Nyen. Les dix programmes étaient installés dans ce musée en sous-sol, à la fois silencieux et grandiose, faisant usage de grands écrans de projection, de plusieurs moniteurs et des murs blancs comme toiles. Chaque programme avait son propre espace par le biais d'une structure minimale qui permettait à chacun de déambuler et d'aller à la rencontre des œuvres sans contraintes.
Le projet a également été présenté lors d'autres événements dans différents lieux en Asie et en Europe et continue de l'être dans d'autres contextes :
- 13-17 juin 2012 : Werkstatt der Kulturen, Berlin, Allemagne
- 8-27 novembre 2011 : Festival Video in Progress 4 : Feelings of Distress, Ljubljana, Slovénie
- 11 juin - 24 juillet 2011 : KIT-Kunst-im-Tunnel, Düsseldorf, Allemagne
- 17-20 juin 2011 : The Substation, Singapour

Plusieurs institutions culturelles ont également accueillis des présentations de Human Frames lors de conférences publiques et interactives :
- 11 décembre 2012 : École des beaux-arts, Paris
- 28 juin 2012 : musée d'art moderne de la ville de Paris
- 12 juin 2012 : ImageMovement, Berlin, Allemagne
- 6 juin 2012 : Books Actually, Singapour
- 30 mai 2012 : Cineteca, Madrid, Espagne

Curateurs : Silke Schmickl, Masayo Kajimura, Victric Thng, François Michaud, Stéphane Gérard.
Human Frames est soutenu par la Asia-Europe Foundation et le Centre national de la cinématographie et a été développé en partenariat avec The Substation à Singapour et le KIT - Kunst-im-Tunnel.

## Artistes publiés sur les DVD Lowave
Voir aussi.
- Adel Abidin
- Ayisha Abraham
- Mathieu Agnus
- Helene Agofroy
- Gorka Aguado
- Usama Alshaibi
- Basma Alsharif
- Pablo Altes
- Nassim Amaouche
- Sookoon Ang
- Danielle Arbid
- Carole Arcega
- Phuttiphong Aroonpheng
- Fabian Astore
- Mireille Astore
- Maeva Aubert
- Ashish Avikunthak
- Xavier Baert
- Fayçal Baghriche
- Ismail Bahri
- Rita Bakacs
- Sean Baker
- Sammy Baloji
- Sarnath Banerjee
- Nina Barnett
- Ismail Basbeth
- Taysir Batniji
- Brandon Bauer
- Richard Beaune
- Roger Beebe
- Neil Beloufa
- Samuel Bester
- Michael Betancourt
- Anne-Laure Bizot
- Isabelle Blanche
- Jean-Francois Blanquet
- Jerome Blanquet
- Bofa da Cara
- Dineo Bopape
- Zoulikha Bouabdellah
- Halida Boughriet
- Nina Breeder
- Massimilian Breeder
- Ascan Breuer
- Luis Briceno
- Quentin Briere Bordier
- Menotti Bucco
- Rudolf Buitendach
- Rodolphe Burger
- Gerard Cairaschi
- Stefano Canapa
- Jonathan Cane
- Nose Chan
- Marina Chernikova
- Bin Chuen Choi
- Steven Cohen
- Brigitte Cornand
- Toby Cornish
- David Cotterrell
- Sebastien Cros
- Pierre-Yves Cruaud
- Eleonore De Montesquiou
- Arthur de Pins
- Antoine De Roux
- Marco Della Fonte
- Arnaud Delord
- Benoît Dervaux
- Frédérique Devaux
- Nazim Djemai
- Johanna Domke
- Yves Dormoy
- Christoph Draeger
- Vincent Dudouet
- Félix Dufour-Laperrière
- Marguerite Duras
- Guldem Durmaz
- Hilton Earl
- Ahmed El Shaer
- Köken Ergun
- Theo Eshetu
- Al Fadhil
- Helga Fanderl
- Ismail Farouk
- Malachi Farrell
- Mounir Fatmi
- Philippe Fernandez
- Ulrich Fischer
- Olivier Fouchard
- Yoko Fukushima
- Debkamal Ganguly
- Lamya Gargash
- Jeanno Gaussi
- Stephane Gerard
- HC Gilje
- Augustin Gimel
- Charlotte Ginsborg
- Masha Godovannaya
- Nuria Gomez Garrido
- Joude Gorani
- Martin Gracineau
- Amélie Graux
- Matthias Groebel
- Jean-Francois Guiton
- Hatice Guleryuz
- Ruben Guzman
- Khaled Hafez
- Ursula Hansbauer
- Tom Hanson
- Stacy Hardy
- Yūki Hayashi
- Barbara Hlali
- Laila Hotait
- George Hsin
- Takahiko Iimura
- Yasunori Ikeda
- Berat Isik
- Natalie Ital
- Sion Jeong
- Jisuk Jung
- Aryan Kaganof
- Masayo Kajimura
- Yuko Kamei
- Katia Kameli
- Kazumi Kanemaki
- Shiho Kano
- Sissi Kaplan
- Adolfo Kaplan
- Yuki Kawamura
- Burcak Kaygun
- Richard Kerr
- Bouchra Khalili
- Nesrine Khodr
- Sunjha Kim
- Yeonjeong Kim
- Wolfgang Konrad
- Karsten Krause
- Romain Kronenberg
- Lucky Kuswandi
- Matto Kämpf
- Andrew Kötting
- Wattanapume Laisuwanchai
- Dominik Lange
- Christopher Lau
- Christophe le Borgne
- Olivier Le Fou
- Maurice Lemaître
- Rafael Lewandowski
- Goddy Leye
- Simon Liu
- Lombardi-Clan
- Denis D. Lüthi
- Pauline M'Barek
- Heddy Maalem
- Kgafela oa Magogodi
- Waheeda Malullah
- Melanie Manchot
- Zen Marie
- Stéphane Marti
- Jyoti Mistry
- Egbert Mittelstädt
- Valerie Morignat
- Nastio Mosquito
- Mowoso
- Takafumi Muranushi
- Pushpamala N.
- Solomon Nagler
- Marylène Negro
- Nhu Nguyen
- Rozenn Nobilet
- Waël Noureddine
- Frederic D. Oberland
- Junho Oh
- Erkan Ozgen
- Ferhat Ozgur
- Ethem Ozguven
- Sener Ozmen
- Margarida Paiva
- Nadira Patel
- Valérie Pavia
- Jean-Gabriel Périot
- Vaughan Pilikian
- Mio Juhana Pilvari Pirtola alias Nosfe
- Izabela Plucinska
- Triny Prada
- Monira al Qadiri
- Michael Rabetrano
- Ezzam Rahman
- Joseph Gaï Ramaka
- Raqs Media Collective
- Julia Raynham
- Johanna Reich
- Patricia Reinhart
- Colas Ricard
- Till Roeskens
- Françoise Romand
- Cristine Rose
- Florent Roussel
- Tulapop Saenjaroen
- Masakazu Saito
- Jayce Salloum
- Veronika Samartseva
- Samo alias Anna Bergmann
- Lucia Sanchez
- Larissa Sansour
- Mauro Santini
- Saki Satom
- Alli Savolainen
- Fabio Scacchioli
- Sylvia Schedelbauer
- Alexander Schellow
- Corinna Schnitt
- Berni Searle
- Zineb Sedira
- Tejal Shah
- Guli Silberstein
- Laurie Simmons
- Bosiljka Simonovic
- Chulayarnnon Siriphol
- Ala Eddine Slim
- Gregg Smith
- John Smith
- Steffi Stangl
- Uli Stelzner
- Carl Stevenson
- The Suleiman Brothers
- Caroline Tabet
- Frederic Tachou
- Kentaro Taki
- Chui Mui Tan
- GG Tarantola
- Elena Tesei
- Victric Thng
- Théâtre à Grande Vitesse
- Moira Tierney
- Robert Todd
- Jalal Toufic
- Muriel Toulemonde
- Justine Triet
- Josephine Turalba
- Paula Un Mi Kim
- Machima Ungsriwong
- Johanna Vaude
- Jan Verbeek
- Hugo Verlinde
- Patrick Volve
- Christina Von Greve
- Thomas Walther
- Éléonore Weber
- Stefan Weinert
- Virgil Widrich
- Tony Wu
- Raed Yassin
- Nelson Yeo
- Biying Zhang
- O Zhang